# Chang-Gu World Trade Center
Pour les articles homonymes, voir World Trade Center (homonymie).
Le Chang-Gu World Trade Center appelé aussi 'Grand 50 Tower' est un gratte-ciel de bureaux situé à Kaohsiung sur l'île de Taïwan. Haut de 222 mètres, et comptant 50 étages, il fut brièvement le plus haut bâtiment de l'île. En forme de pagode, il possède une base octogonale qui améliore sa résistance aux typhons.